# Я

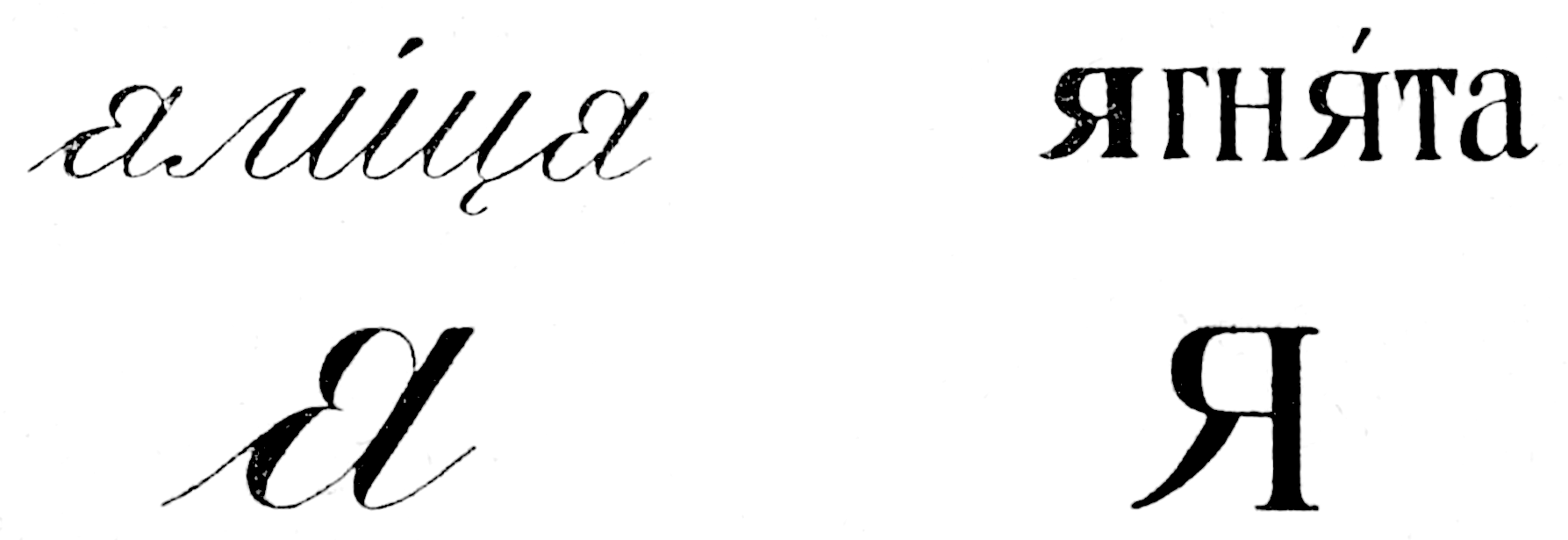
Implementación del carácter я.

Я, я (cursiva Я, я) es una letra del alfabeto cirílico. Su pronunciación es "yá", en algunos idiomas se pronuncia "i" al no estar acentuada. Parece una imagen especular de la letra latina "R" (esta al revés), con la diferencia que la Я minúscula es exactamente igual a la mayúscula, solamente, que de menor tamaño: Я, я.
Por sí sola, la palabra significa "yo" en ruso, ucraniano, bielorruso, serbio (en su versión cirílica) y búlgaro.

## Tabla de códigos
| Codificación de caracteres | Tipo      | Decimal | Hexadecimal | Octal               | Sistema bin | 0000 0100 0010 1111 |
| Minúscula                  | 1103      | 044F    | 002117      | 0000 0100 0100 1111 |             |                     |
| ISO 8859-5                 | Mayúscula | 207     | CF          | 317                 | 1100 1111   |                     |
| ISO 8859-5                 | Minúscula | 239     | EF          | 357                 | 1110 1111   |                     |
| KOI 8                      | Mayúscula | 241     | F1          | 361                 | 1111 0001   |                     |
| KOI 8                      | Minúscula | 209     | D1          | 321                 | 1101 0001   |                     |
| Windows 1251               | Mayúscula | 223     | DF          | 337                 | 1101 1111   |                     |
| Windows 1251               | Minúscula | 255     | FF          | 377                 | 1111 1111   |                     |
Sus códigos HTML son: &#1071; o &#x42F; para la mayúscula, y &#1103; o &#x44F; para la minúscula.